# Algarvia alba
Algarvia alba is een slakkensoort uit de familie van de Facelinidae. De wetenschappelijke naam van de soort is voor het eerst geldig gepubliceerd in 1989 door Garcia-Gomez & Cervera.